# Kuhestan
Kuhestan, auch Kohistan oder Kohestan, (Paschtu/Dari: شهرستان کوهستان Šahrestâne Kuhistân) ist ein Distrikt in der afghanischen Provinz Badachschan. Es wurde 1995 aus einem Teil des Distrikts Ragh gegründet. Die Hauptstadt des Distrikts ist Pas-Pel. Die Einwohnerzahl beträgt 19.390 (Stand: 2022).
Der Distrikt grenzt im Norden an den Distrikt Ragh, im Osten an die Distrikte Shegnan und Arghanj Khwa, im Süden an den Distrikt Faizabad, im Südwesten an den Distrikt Yafta-e Sufla und im Westen an den Distrikt Yawan.